# ルートヴィヒ1世 (バイエルン王)

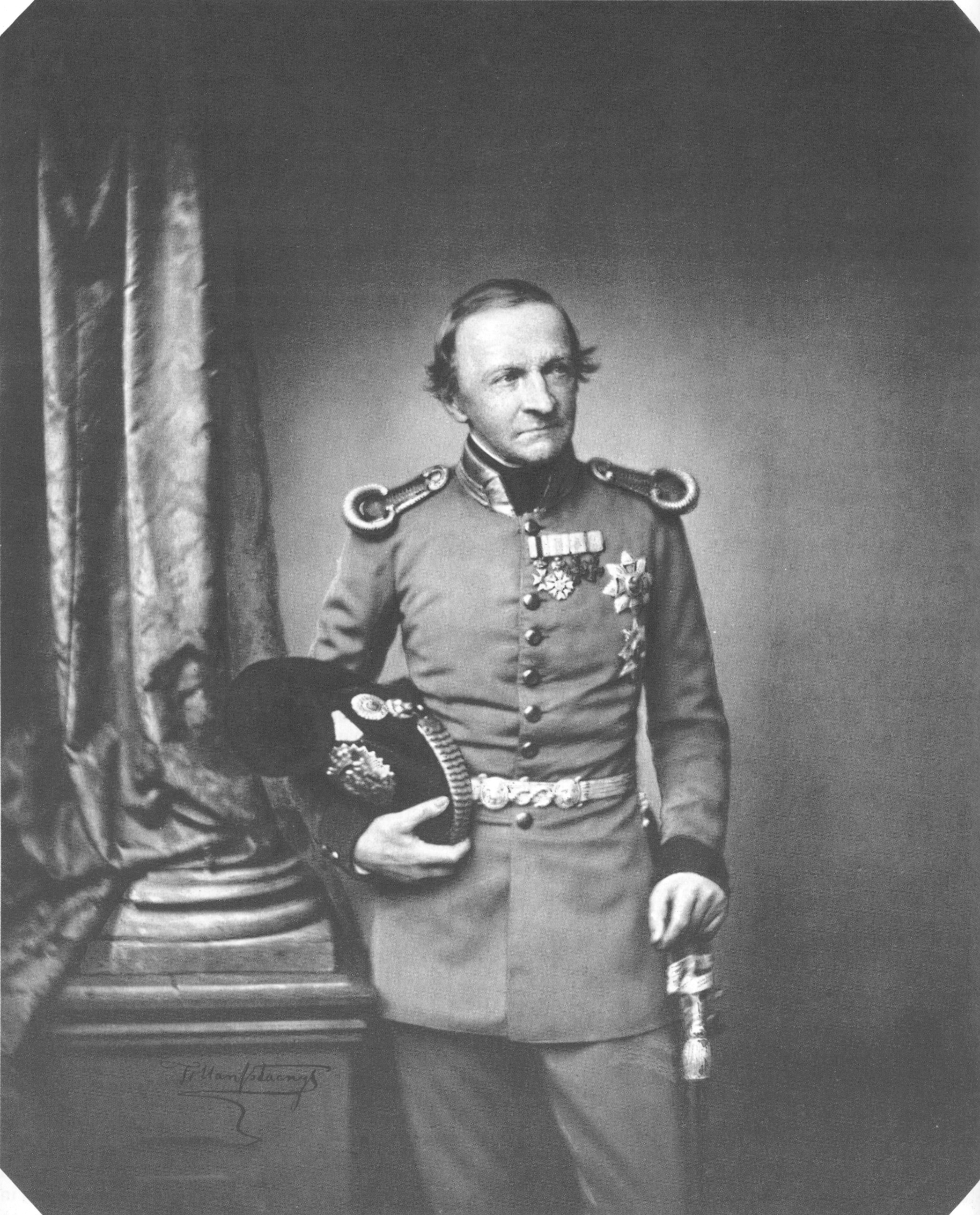
退位後の1860年に撮影

ルートヴィヒ1世（Ludwig I., 1786年8月25日 - 1868年2月29日）は、バイエルン王国の第2代国王（在位：1825年 - 1848年）。全名はルートヴィヒ・カール・アウグスト (Ludwig Karl August)。先王マクシミリアン1世の長子である。

## 生涯
父のマクシミリアン1世はバイエルン選帝侯に即位する以前、フランス陸軍の将官としてストラスブールに赴任しており、ルートヴィヒも同地で生まれた。フランス国王ルイ16世が名付け親を務めており、王の名を取ってルイ（Louis: ドイツ語でルートヴィヒ Ludwig）と命名された。母親はヘッセン＝ダルムシュタット家のアウグステ・ヴィルヘルミーネである。1810年、バイエルン王太子となっていたルートヴィヒは、ザクセン＝ヒルトブルクハウゼン公女テレーゼと結婚し、1825年に父の死去によって王位を継承した。
ルートヴィヒは芸術を奨励する一方、ルートヴィヒ・マクシミリアン大学をランツフートからミュンヘンに移転し、工業化も奨励した。また、マイン川とドナウ川の間にルートヴィヒ水路を作る事業を始めた。1835年、ドイツ初の蒸気動力鉄道であるバヴァリアン・ルートヴィヒ鉄道をバイエルン王国内のフュルトとニュルンベルクの間に敷設した。
ルートヴィヒはギリシャ独立戦争も支援し、次男オットーを1832年に初代ギリシャ国王オソン1世として送り込んだ。1830年のフランス7月革命以前、ルートヴィヒは自由主義的な政策をとっていたが、革命後は反動に転じた。
1848年革命の最中、女たらしだったルートヴィヒは愛人の一人ローラ・モンテスとのスキャンダルにより退位し、長子マクシミリアン2世に譲位した。ルートヴィヒが死去したのはその20年後の1868年であった。

## 結婚と子女
妃であるザクセン＝ヒルトブルクハウゼン公女テレーゼとは1810年10月12日にミュンヘンで結婚した。彼女との間には以下の四男五女をもうけた。 
- マクシミリアン・ヨーゼフ （1811年 - 1864年、バイエルン王）
- マティルデ・カロリーネ・フリーデリケ・ヴィルヘルミーネ・シャルロッテ （1813年 - 1862年、ヘッセン大公ルートヴィヒ3世妃）
- オットー・フリードリヒ・ルートヴィヒ （1815年 - 1867年、ギリシャ国王オソン1世）
- テオドリンデ・シャルロッテ・ルイーゼ （1816年 - 1817年）
- ルイトポルト・カール・ヨーゼフ・ヴィルヘルム・ルートヴィヒ （1821年 - 1912年、バイエルン摂政）
- アーデルグンデ・アウグステ・シャルロッテ・カロリーネ・エリーザベト・アマーリエ・マリー・ゾフィー・ルイーゼ （1823年 - 1914年、モデナ公フランチェスコ5世妃）
- ヒルデガルト・ルイーゼ・シャルロッテ・テレジア・フリーデリケ （1825年 - 1864年、オーストリア大公・テシェン公アルブレヒト妃）
- アレクサンドラ・アマーリエ （1826年 - 1875年）
- アーダルベルト・ヴィルヘルム・ゲオルク・ルートヴィヒ （1828年 - 1875年）